# Leonessa
Leonessa é uma comuna italiana da região do Lácio, província de Rieti, com cerca de 2.730 habitantes. Estende-se por uma área de 205 km², tendo uma densidade populacional de 13 hab/km². Faz fronteira com Cantalice, Cássia (PG), Cittareale, Ferentillo (TR), Micigliano, Monteleone di Spoleto (PG), Poggio Bustone, Polino (TR), Posta, Rivodutri.

## Demografia
| Variação demográfica do município entre 1861 e 2011                               |
|                                                                                   |
| Fonte: Istituto Nazionale di Statistica (ISTAT) - Elaboração gráfica da Wikipedia |